# Pete Escovedo
Peter „Pete” Michael Escovedo III este un muzician și percuționist mexicano-american.